# SIAI Marchetti FN.333 Riviera
Le Nardi FN.333 Riviera, devenu le SIAI-Marchetti FN.333 Riviera, est un avion de tourisme amphibie, conçu en Italie par Fratelli Nardi dans les années 1950. Il fut fabriqué en petit nombre par SIAI Marchetti au cours de la décennie suivante.